# Campeonato mundial de fútbol no oficial
El campeonato mundial de fútbol no oficial (en inglés: Unofficial Football World Championships o UFWC) es una manera informal de establecer el campeón del mundo de fútbol entre las selecciones nacionales utilizando el sistema de knock-out de manera similar a como se utiliza en el boxeo profesional. El UFWC fue formalizado por colaboradores para la Rec.Sport.Soccer Statistics Foundation (RSSSF) en 2002, y publicado por el periodista británico Paul Brown en 2003. 
Actualmente el título masculino está en posesión de la selección de Suecia Selección de fútbol de Suecia quien lo ganó en el encuentro de defensa contra Selección de fútbol de Argelia el 10 de junio de 2025. Mientras que el título femenino está en posesión de a Selección femenina de fútbol de Inglaterra quien lo ganó en el encuentro de defensa contra Francia el 4 de junio de 2024.

## Reglas
- El primer equipo en ganar un partido de fútbol internacional fue declarado "Campeón mundial de fútbol no oficial".
  - Este fue el Inglaterra, que derrotó a la Escocia 4-2 en 1873 en el segundo partido internacional completo, el primer en 1872 habiendo habido un empate 0-0 entre las mismas dos naciones.[1]
- El siguiente partido internacional completo partido internacional 'A' que involucre al poseedor del título se considera un partido por el título, y los ganadores se llevan el título. Donde el estado acreditado por la FIFA de Si un partido está en duda, como fue el caso de los partidos de la 2013 King's Cup en enero de 2013, los partidos por el título deben cumplir con la definición de partidos 'A' de la FIFA incluida en las reglas de la UFWC: "un partido internacional 'A' será un partido organizado entre dos asociaciones nacionales A afiliadas a la Federación y para el cual ambas asociaciones presentan su primer equipo representativo nacional."
  - En caso de empate en una lucha por el título, los actuales poseedores del título seguirán siendo campeones.
- Los partidos por el título de la UFWC se deciden según su resultado final, incluido el tiempo extra y los penaltis. Una excepción a esta regla es si el partido de vuelta de un desempate a dos partidos llega a tiempo extra porque está empatado en goles agregados. y goles fuera de casa. Dado que el propósito del tiempo extra (y los tiros penales si es necesario) es determinar el ganador del desempate, no del partido individual, no está incluido.[2]
- Los partidos por el título se disputan bajo las reglas del organismo rector por el cual son sancionados.

## Campeonato mundial de fútbol no oficial femenino
Campeonato mundial de fútbol no oficial femenino (WUFWC) desde el primer partido internacional de fútbol femenino reconocido por la FIFA.
| Fecha                    | Defensor     | Resultado | Retador                 | Lugar                   | Competición |
| ------------------------ | ------------ | --------- | ----------------------- | ----------------------- | ----------- |
| 17 de abril de 1971      | vacant       | 4-0       | Francia vs Países Bajos | Hazebrouck, Francia     | Amistoso    |
| 18 de noviembre de 1971  | Francia      | 2-2       | Italia                  | Udine, Italia           | Amistoso    |
| 4 de mayo de 1972        | Francia      | 2-2       | Suiza                   | Basilea, Suiza          | Amistoso    |
| 9 de septiembre de 1972  | Francia      | 2-5       | Suiza                   | Gundershoffen, Francia  | Amistoso    |
| 13 de mayo de 1973       | Suiza        | 5-3       | Francia                 | Sochaux, Francia        | Amistoso    |
| 11 de mayo de 1974       | Suiza        | 0-3       | Países Bajos            | Schaffhausen, Suiza     | Amistoso    |
| 31 de mayo de 1974       | Países Bajos | 0-3       | Inglaterra              | Groningen, Países Bajos | Amistoso    |
|                          |              |           |                         |                         |             |
| 11 de abril de 2023      | Inglaterra   | 0-2       | Australia               | Brentford, Inglaterra   | Amistoso    |
|                          |              |           |                         |                         |             |
| 14 de julio de 2023      | Australia    | 1-0       | Francia                 | Melbourne, Australia    | Amistoso    |
| 20 de julio de 2023      | Australia    | 1-0       | Irlanda                 | Sídney, Australia       | CM 2023     |
| 27 de julio de 2023      | Australia    | 2-3       | Nigeria                 | Brisbane, Australia     | CM 2023     |
| 31 de julio de 2023      | Nigeria      | 0-0       | Irlanda                 | Brisbane, Australia     | CM 2023     |
| 7 de agosto de 2023      | Nigeria      | 0-0 (2-4  | Inglaterra              | Brisbane, Australia     | CM 2023     |
| 12 de agosto de 2023     | Inglaterra   | 2-1       | Colombia                | Sídney, Australia       | CM 2023     |
| 16 de agosto de 2023     | Inglaterra   | 3-1       | Australia               | Sídney, Australia       | CM 2023     |
| 20 de agosto de 2023     | Inglaterra   | 0-1       | España                  | Sídney, Australia       | CM 2023     |
| 22 de septiembre de 2023 | España       | 3-2       | Suecia                  | Gotenburgo, Suecia      | LN 2023-24  |
| 26 de septiembre de 2023 | España       | 5-0       | Suiza                   | Córdoba, España         | LN 2023-24  |
| 27 de octubre de 2023    | España       | 1-0       | Italia                  | Salerno, Italia         | LN 2023-24  |
| 31 de octubre de 2023    | España       | 7-1       | Suiza                   | Zürich, Suiza           | LN 2023-24  |
| 1 de diciembre de 2023   | España       | 2-3       | Italia                  | Pontevedra, España      | LN 2023-24  |
| 5 de diciembre de 2023   | Italia       | 3-0       | Suiza                   | Parma, Italia           | LN 2023-24  |
| 23 de febrero de 2024    | Italia       | 3-0       | Irlanda                 | Florence, Italia        | Amistoso    |
| 27 de febrero de 2024    | Italia       | 1-5       | Inglaterra              | Algeciras, España       | Amistoso    |
| 5 de abril de 2024       | Inglaterra   | 1-1       | Suecia                  | Londres, Inglaterra     | Euro 2025 Q |
| 9 de abril de 2024       | Inglaterra   | 2-0       | Irlanda                 | Dublín, Irlanda         | Euro 2025 Q |
| 31 de mayo de 2024       | Inglaterra   | 1-2       | Francia                 | Newcastle, Inglaterra   | Euro 2025 Q |
| 4 de junio de 2024       | Francia      | 1-2       | Inglaterra              | Saint-Étienne, Francia  | Euro 2025 Q |
| 12 de julio de 2024      | Inglaterra   | vs        | Irlanda                 | Norwich, Inglaterra     | Euro 2025 Q |
| 16 de julio de 2024      |              | vs        |                         |                         | Euro 2025 Q |

### Ranking total
4 de junio de 2024
| Rank | Team            | partidos ganados | partidos jugados | fecha última defensa |
| ---- | --------------- | ---------------- | ---------------- | -------------------- |
| 1    | Estados Unidos  | 200              | 258              |                      |
| 2    | Alemania        | 80               | 123              |                      |
| 3    | Suecia          | 55               | 105              |                      |
| 4    | Noruega         | 46               | 93               |                      |
| 5    | Francia         | 39               | 74               |                      |
| 6    | Dinamarca       | 33               | 67               |                      |
| 7    | Inglaterra      | 26               | 60               |                      |
| 8    | China           | 25               | 65               |                      |
| 9    | España          | 15               | 23               |                      |
| 10   | Corea del Norte | 13               | 16               |                      |
| 10   | Brasil          | 13               | 43               |                      |